# Erinaceinae
Erinaceinae é uma subfamília da família taxonômica Erinaceidae. Ouriço é qualquer uma das espécies de mamíferos espinhosos desta subfamília.
Existem dezessete espécies de ouriços-cacheiros divididos em cinco gêneros encontrados em partes da Europa, Ásia e África, e na Nova Zelândia por introdução humana.

## Gêneros e espécies

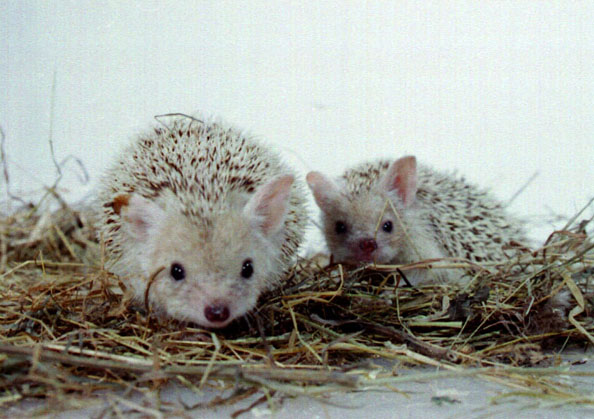
Hemiechinus auritus

Subfamília Erinaceinae (ouriços)
- Gênero Atelerix
  - Atelerix albiventris
  - Atelerix algirus
  - Atelerix frontalis
  - Atelerix sclateri
- Gênero Erinaceus
  - Erinaceus amurensis
  - Erinaceus concolor
  - Erinaceus europaeus
  - Erinaceus roumanicus
- Gênero Hemiechinus
  - Hemiechinus auritus
  - Hemiechinus collaris
- Gênero Mesechinus
  - Mesechinus dauuricus
  - Mesechinus hughi
- Gênero Paraechinus
  - Paraechinus aethiopicus
  - Paraechinus hypomelas
  - Paraechinus micropus
  - Paraechinus nudiventris